# Lepākshi
Lepākshi är en ort i Indien.   Den ligger i distriktet Anantapur och delstaten Andhra Pradesh, i den södra delen av landet, 1 600 km söder om huvudstaden New Delhi. Lepākshi ligger 660 meter över havet och antalet invånare är 10 042.
Terrängen runt Lepākshi är platt, och sluttar västerut. Runt Lepākshi är det tätbefolkat, med 331 invånare per kvadratkilometer. Närmaste större samhälle är Hindupur, 12,9 km väster om Lepākshi. Trakten runt Lepākshi består till största delen av jordbruksmark.